# Anga kyrka
Anga kyrka är en enhetligt byggd kyrka i romansk stil från 1200-talets förra hälft. Den är en av Gotlands minsta och ersatte en äldre kyrka som brunnit ner. Kyrkan plundrades 1717 av ryssarna som bortförde pengar, textilier och annat lösöre; kyrkklockan stals och med yxor slog de sönder kistor och skåp. Kyrkan restaurerades 1946–1947 efter förslag av arkitekt Erik Fant och dessutom exteriört 1983.

## Interiör
Kyrkan har en av öns bäst bevarade interiörer med kalkmålningar och inventarier. De äldre kyrkomålningarna, signerade Halvard, från 1200-talets slut, är huvudsakligen ornamentala. De yngre utfördes av Passionsmästaren vid 1400-talets mitt.
Bland inventarierna finns den enkla dopfunten av kalksten, daterad till 1200-talets senare hälft, ett välbevarat altarskåp från 1300-talets senare hälft och ett triumfkrucifix från 1400-talet. Predikstolen är ett arbete från 1600-talets slut, och bänkinredningen tillkom under 1700-talet.
En runinskrift på långhusets norra vägg räknar upp de bönder som deltog i kyrkobygget. Ytterligare en runristad text finns på långhusets östra vägg.

## Orgel
1964 bygger John Grönvall Orgelbyggeri, Lilla Edet, en mekanisk orgel.
| Manual       | Pedal      | Koppel  |
| Gedackt 8’   | Sordun 16' | Man/Ped |
| Principal 4’ |            |         |
| Rörflöjt 2’  |            |         |

### Muralmålningar (exempel)

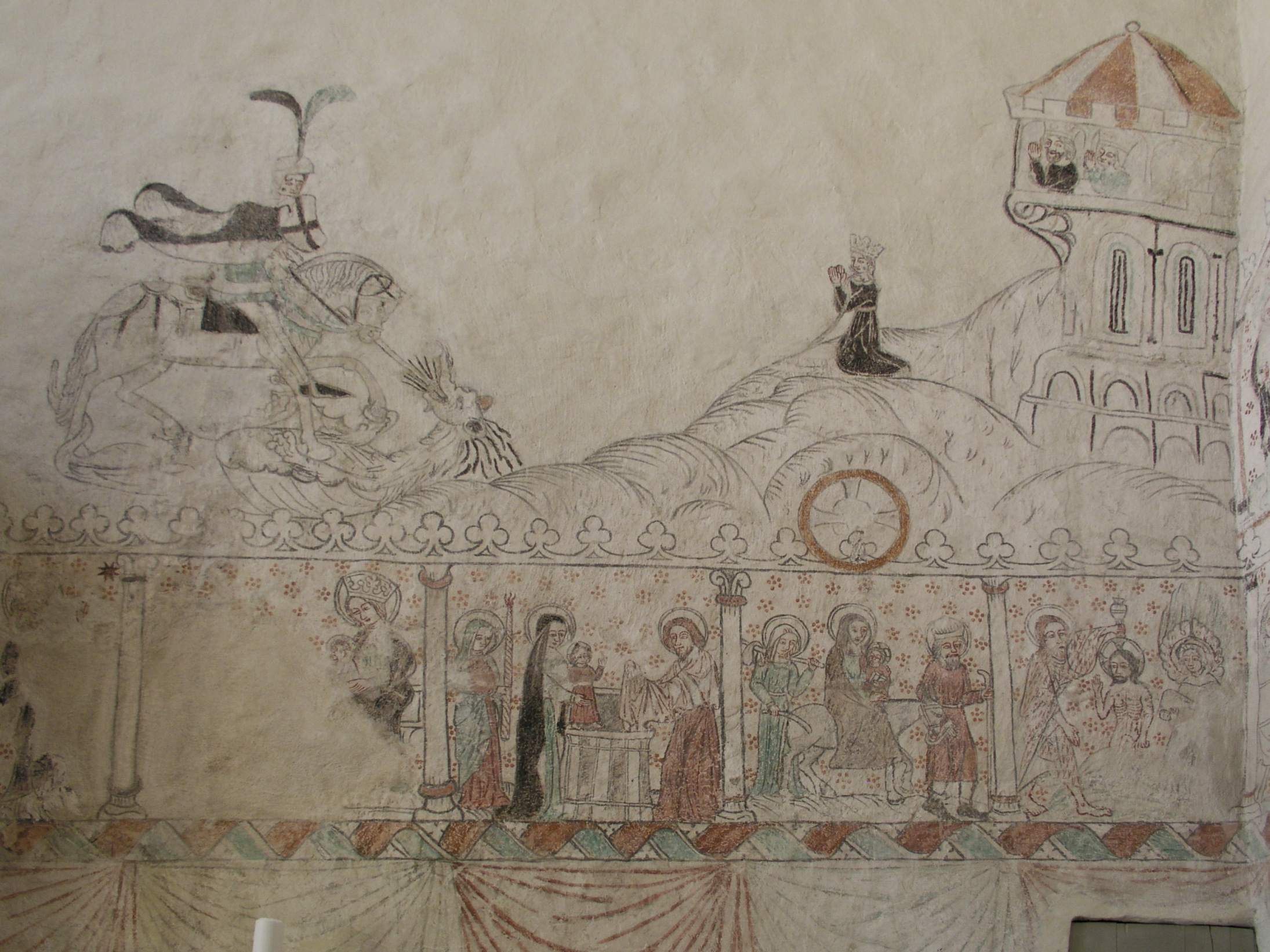
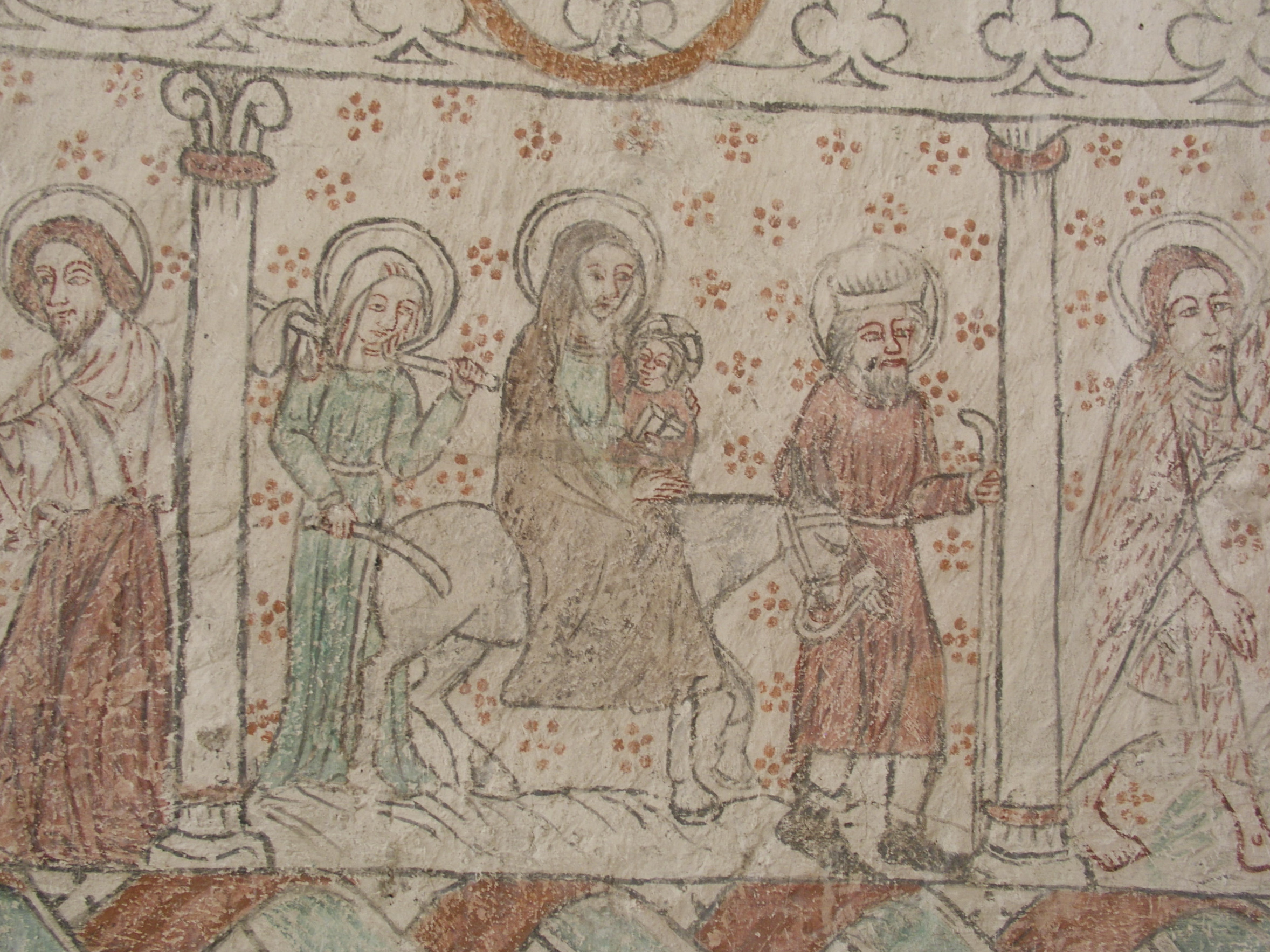
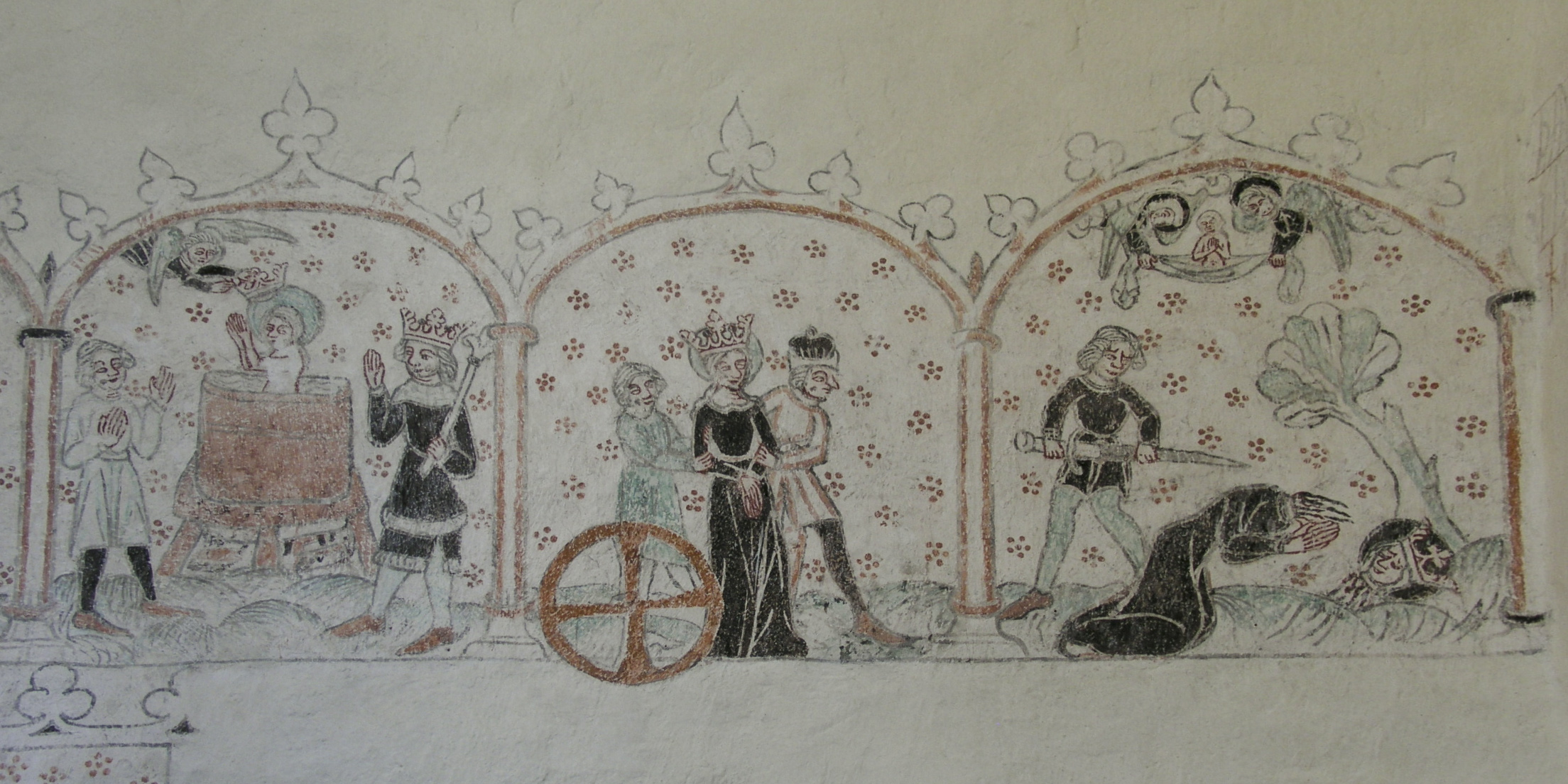
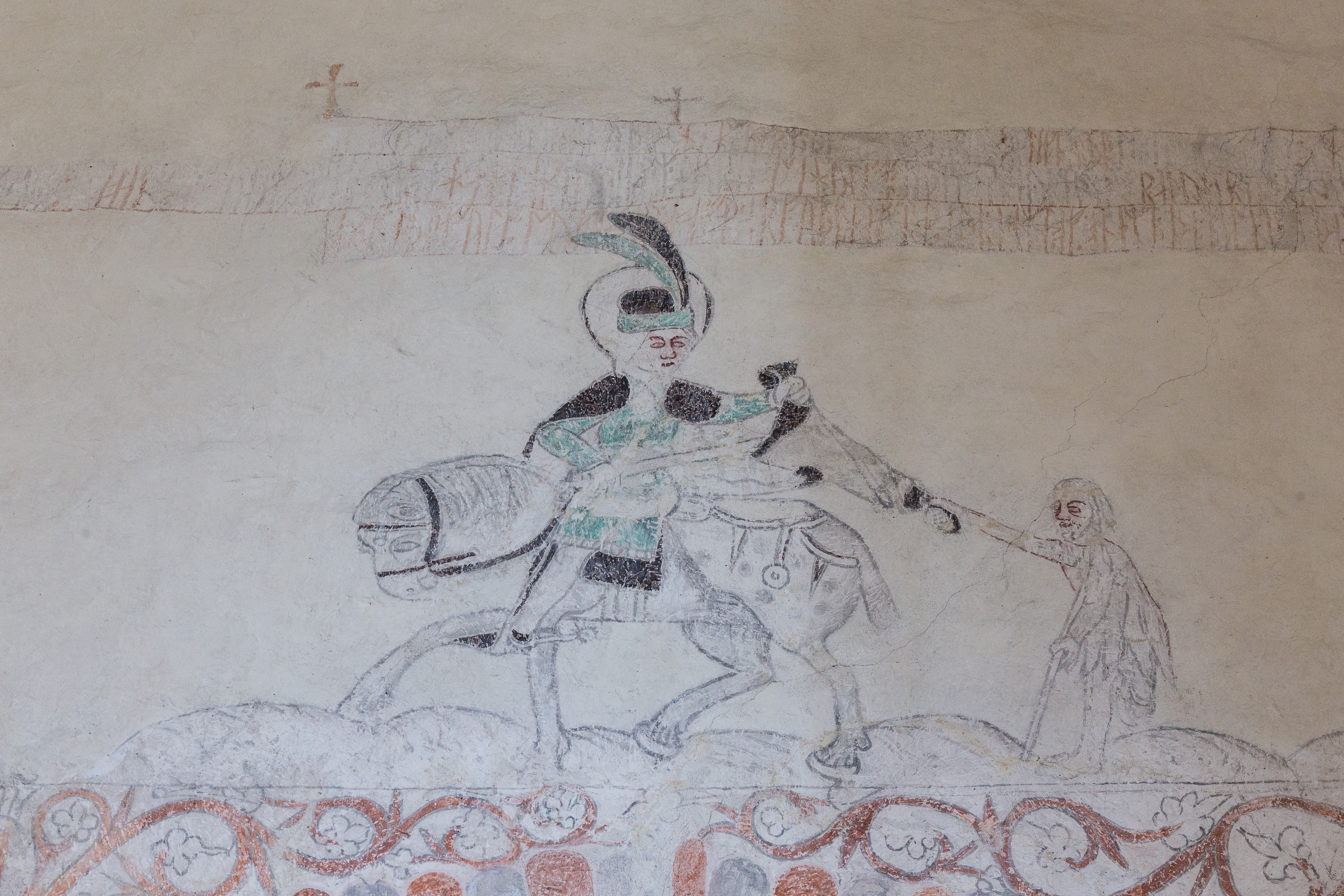
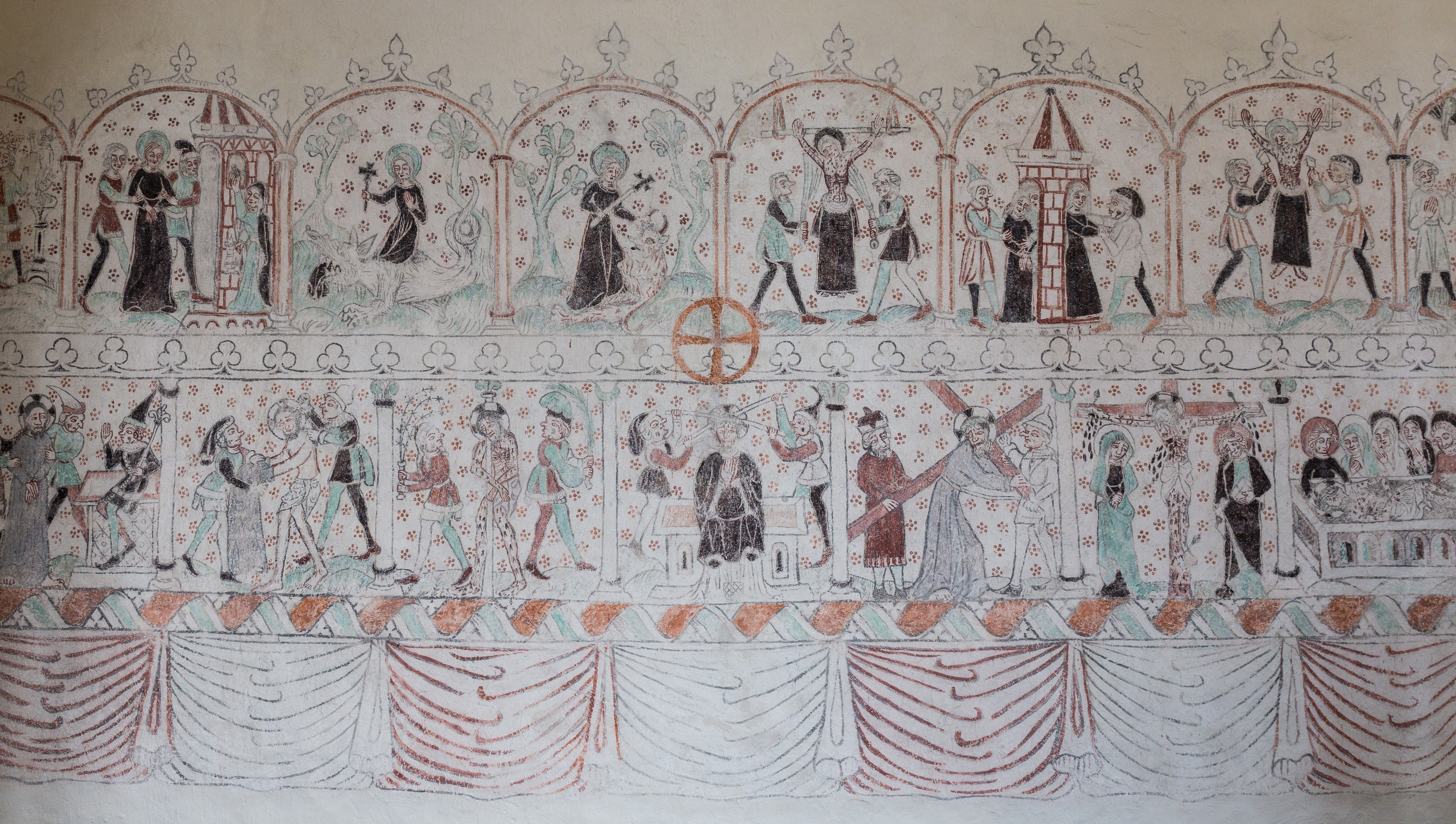

## Interiörbilder

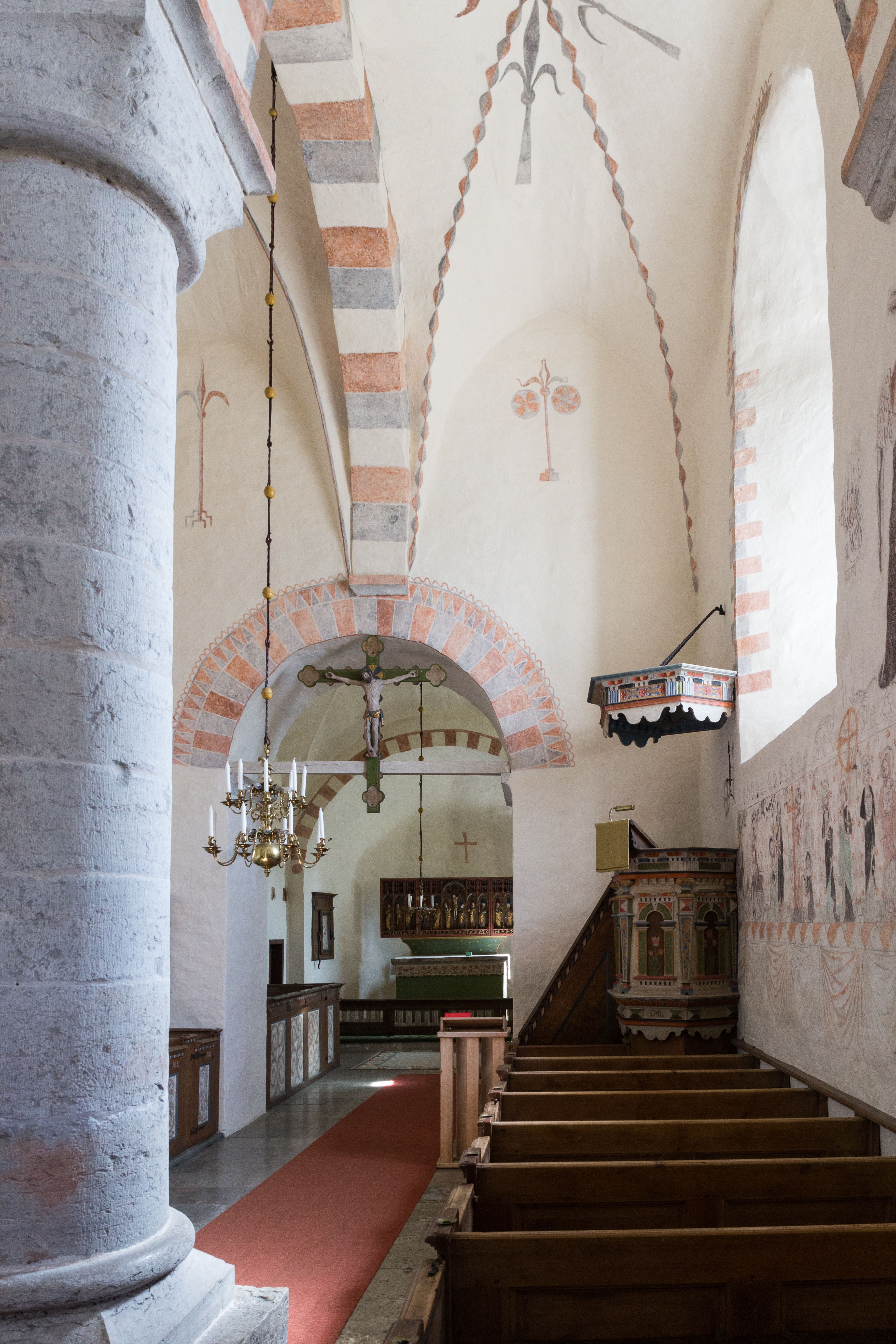
Interiör mot öster
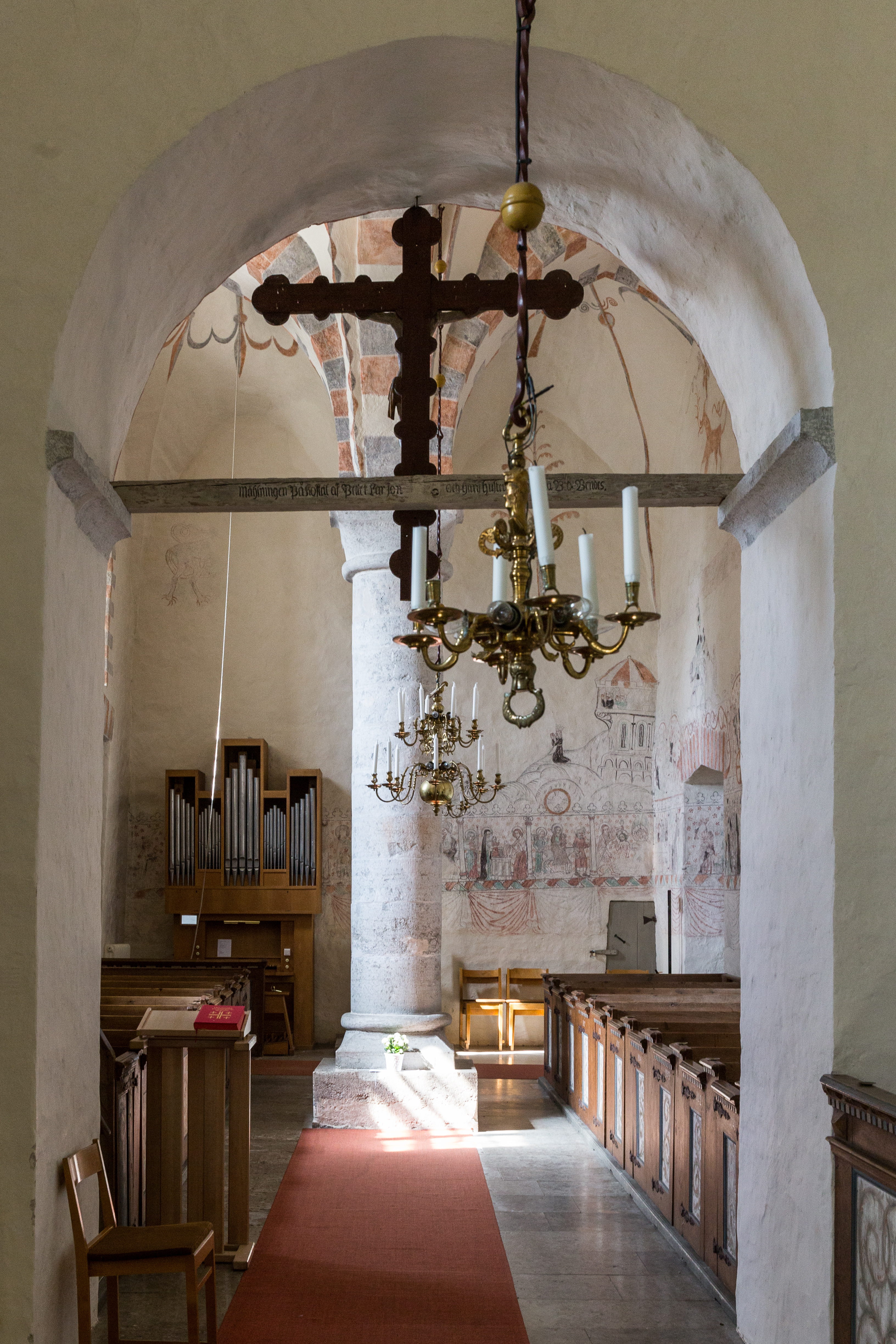
Interiör mot väster
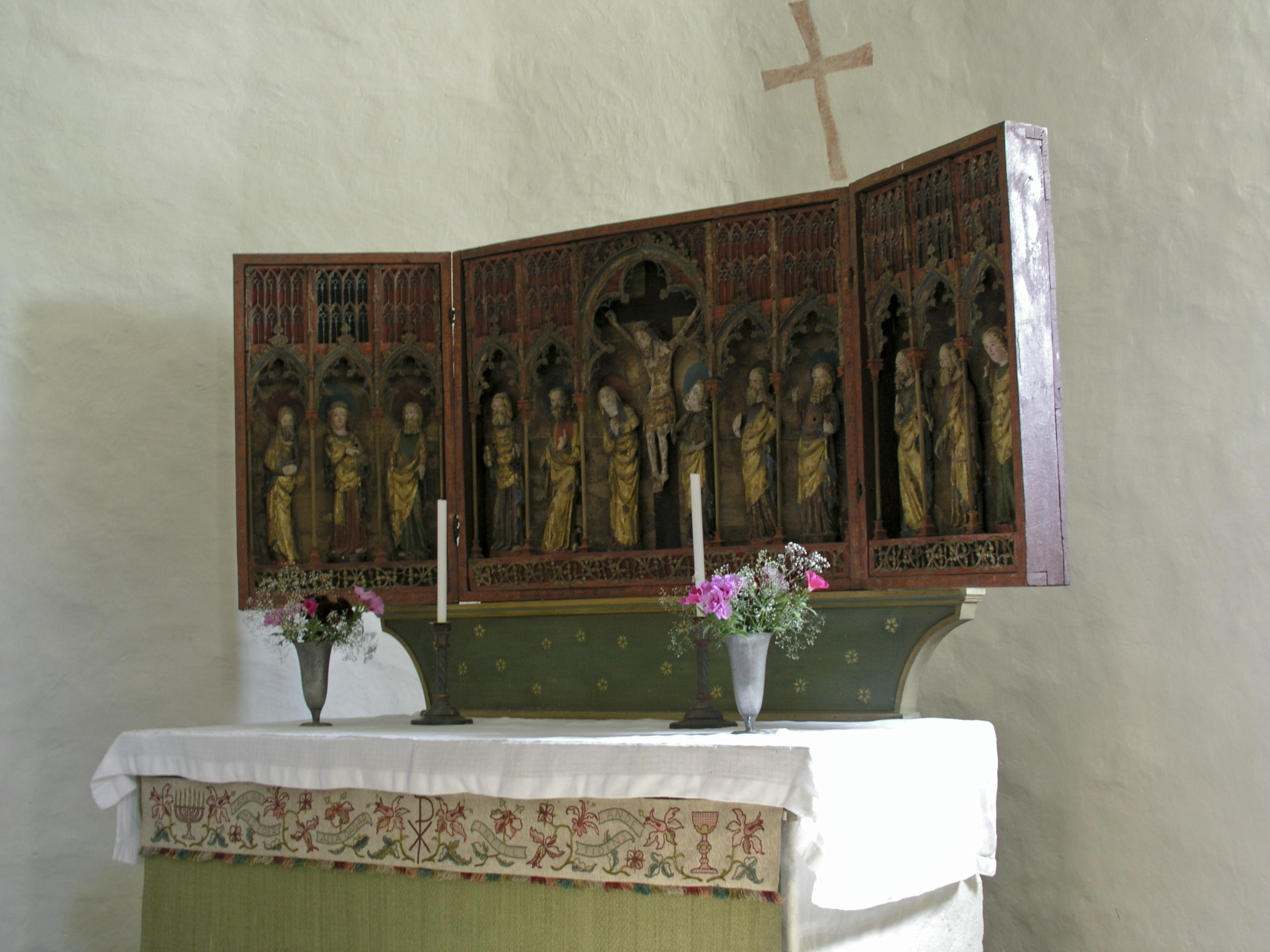
Altarskåp, 1300
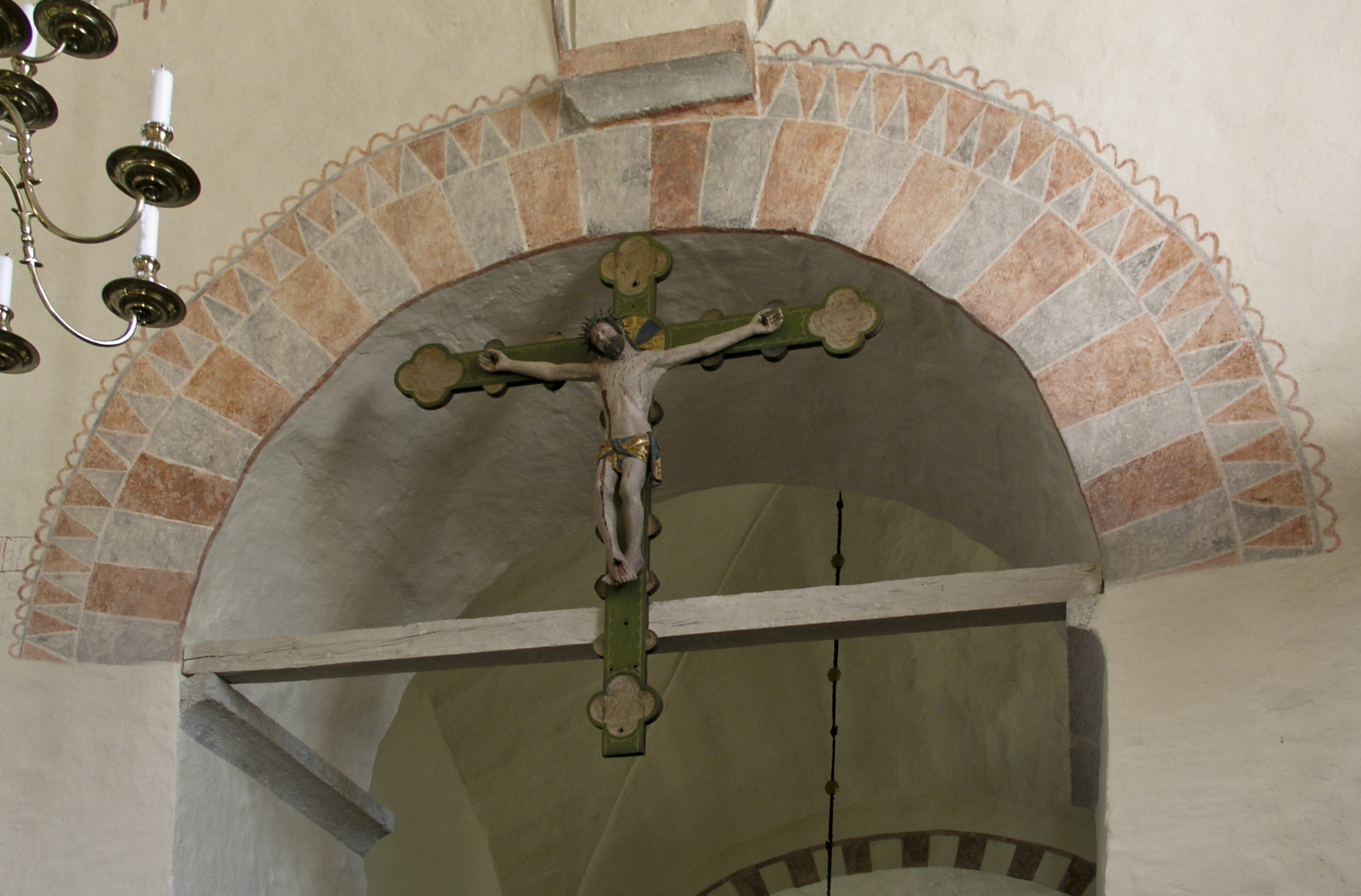
Triumfkrucifix, 1400
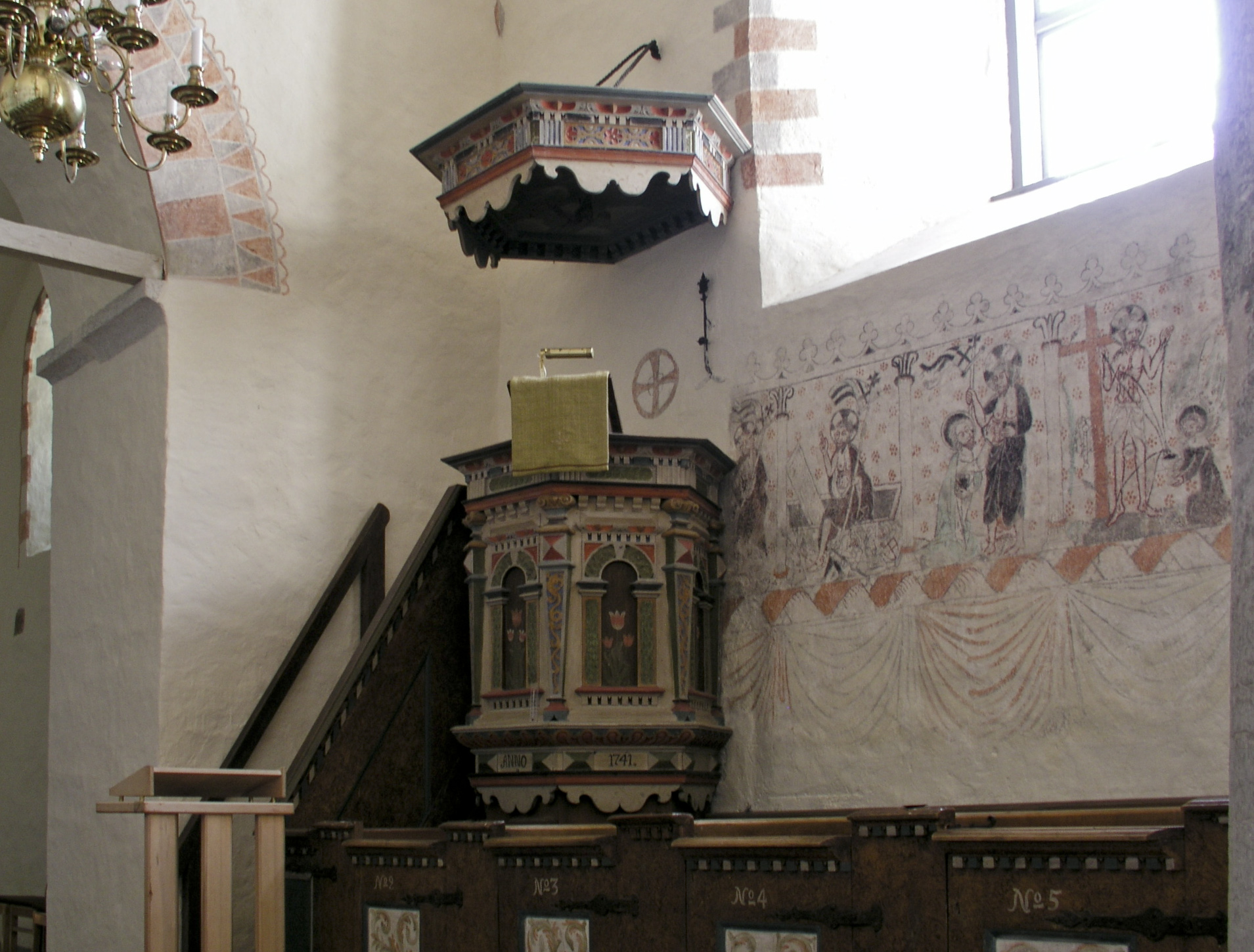
Predikstol, 1600
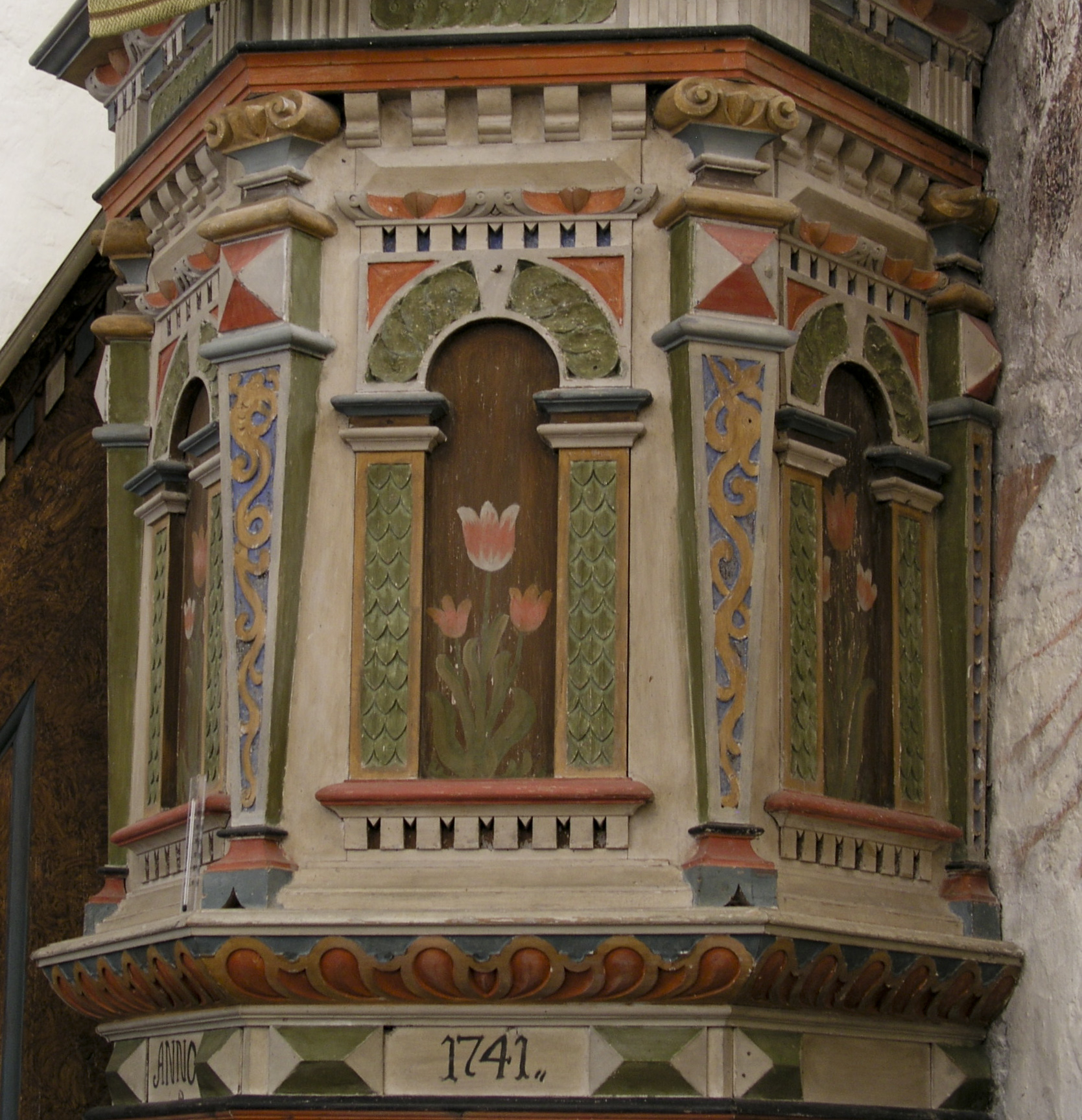
Predikstol, detalj
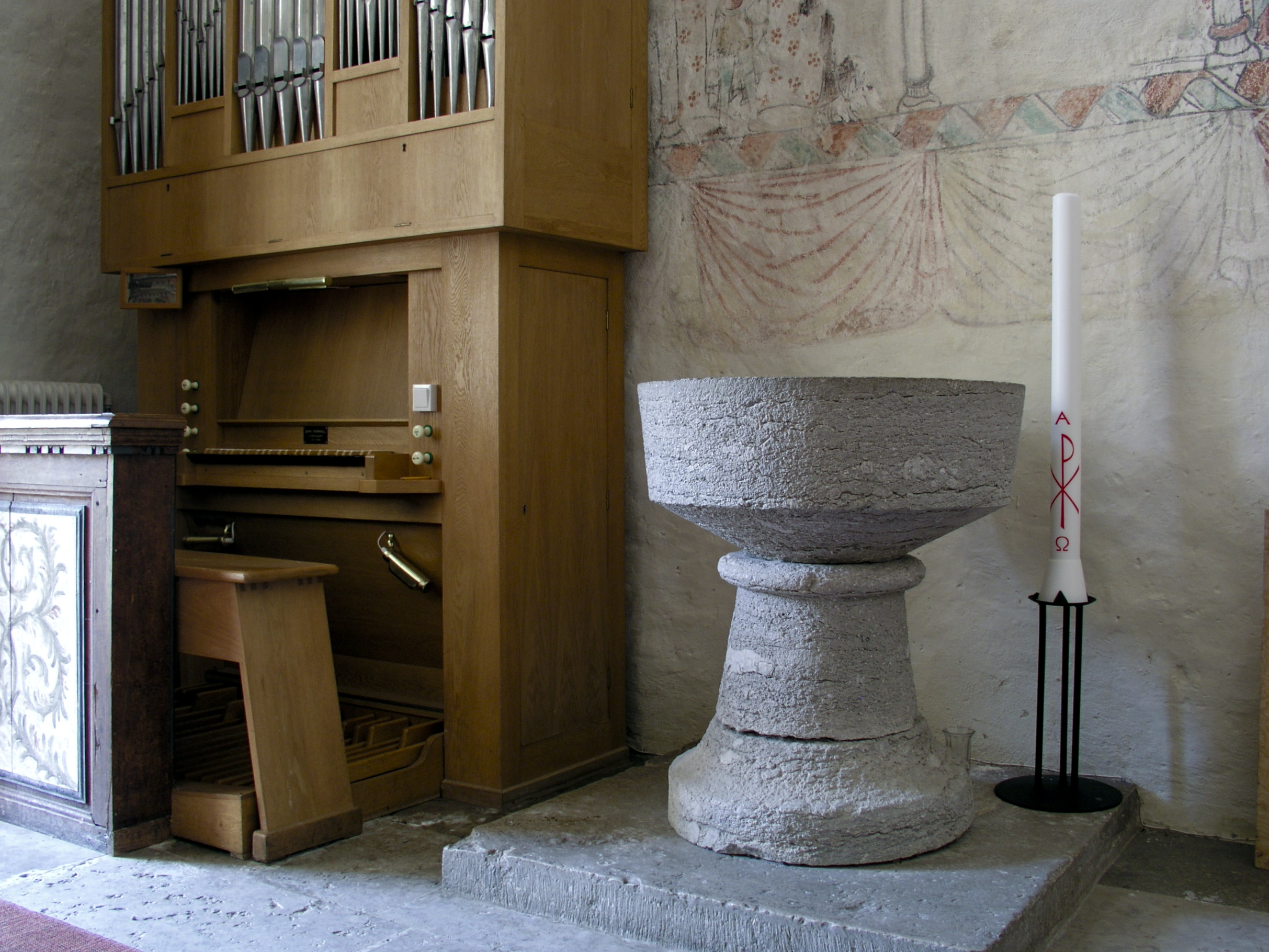
Dopfunt, 1200
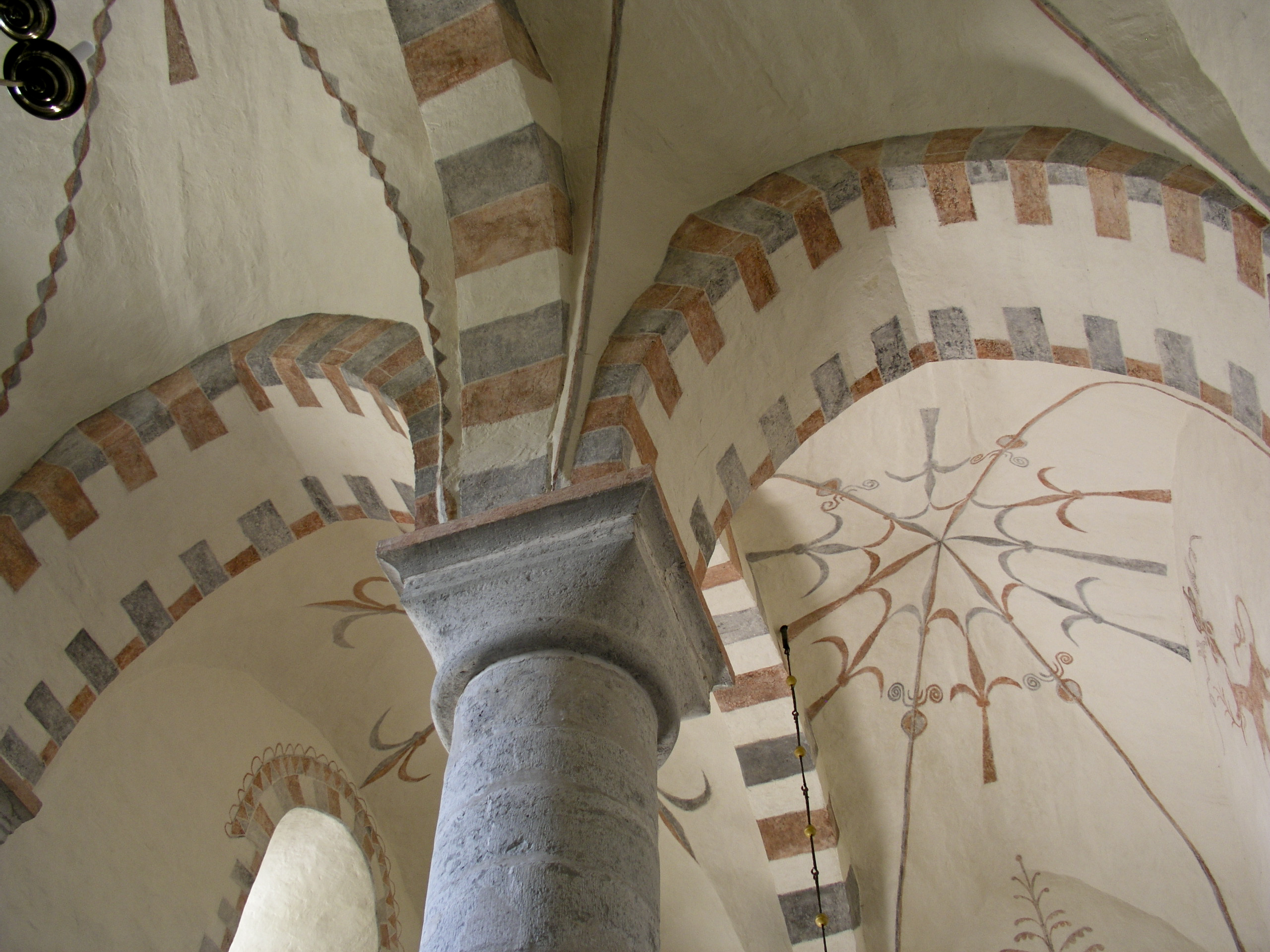

## Exteriör
Kyrkans yttre arkitektur är i romansk stil med rundbågade portaler; även absiden har fått en avrundad form. Estetiskt inger dess strama och enkla utförande, där skulpturala utsmyckningar saknas, ett helgjutet intryck.

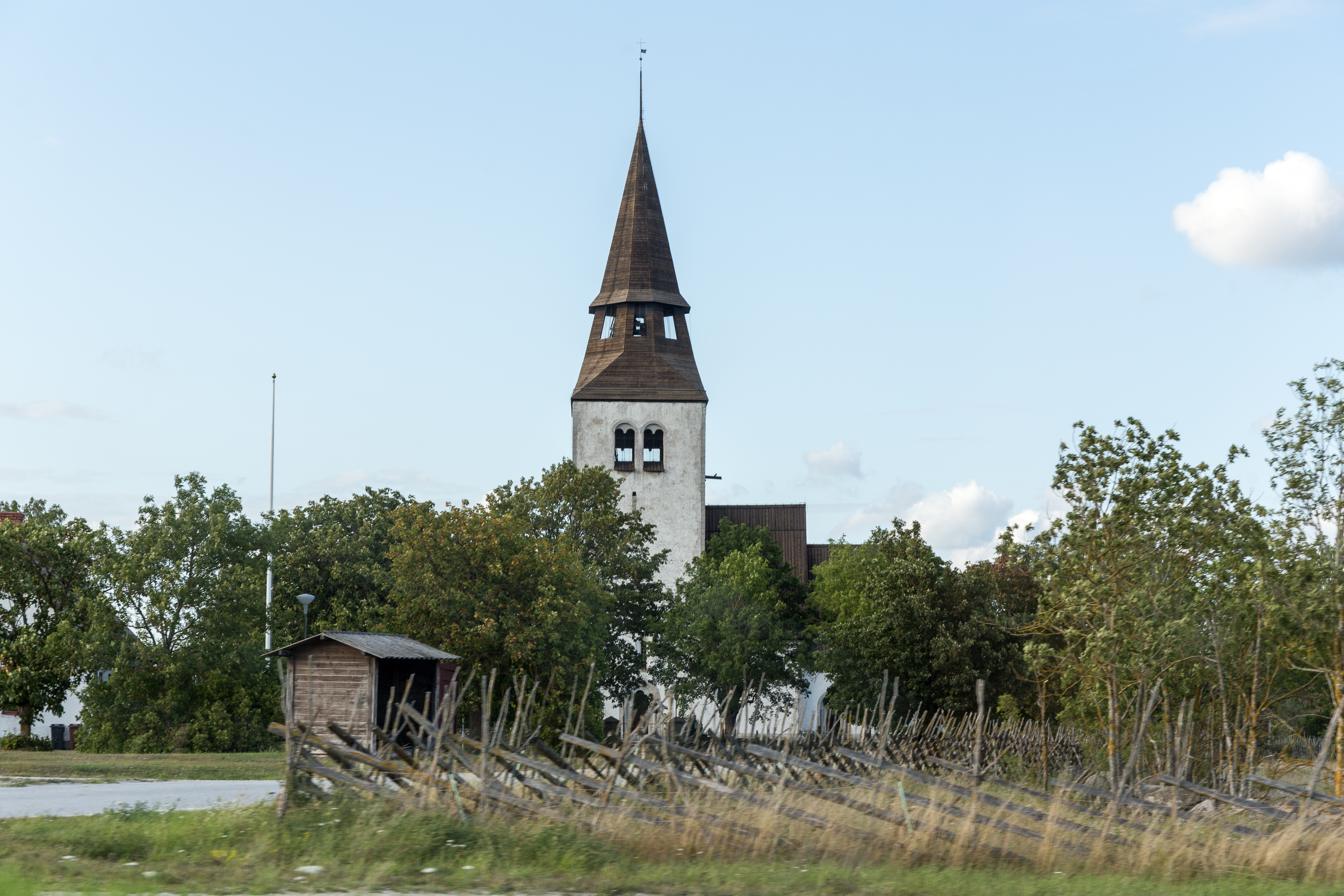
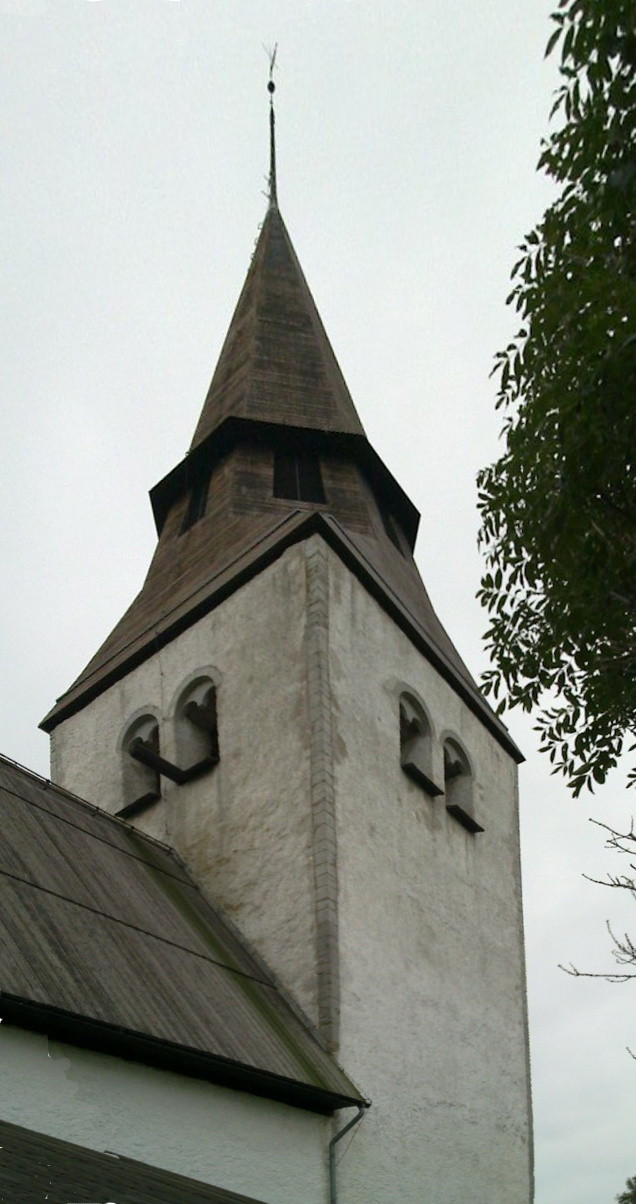
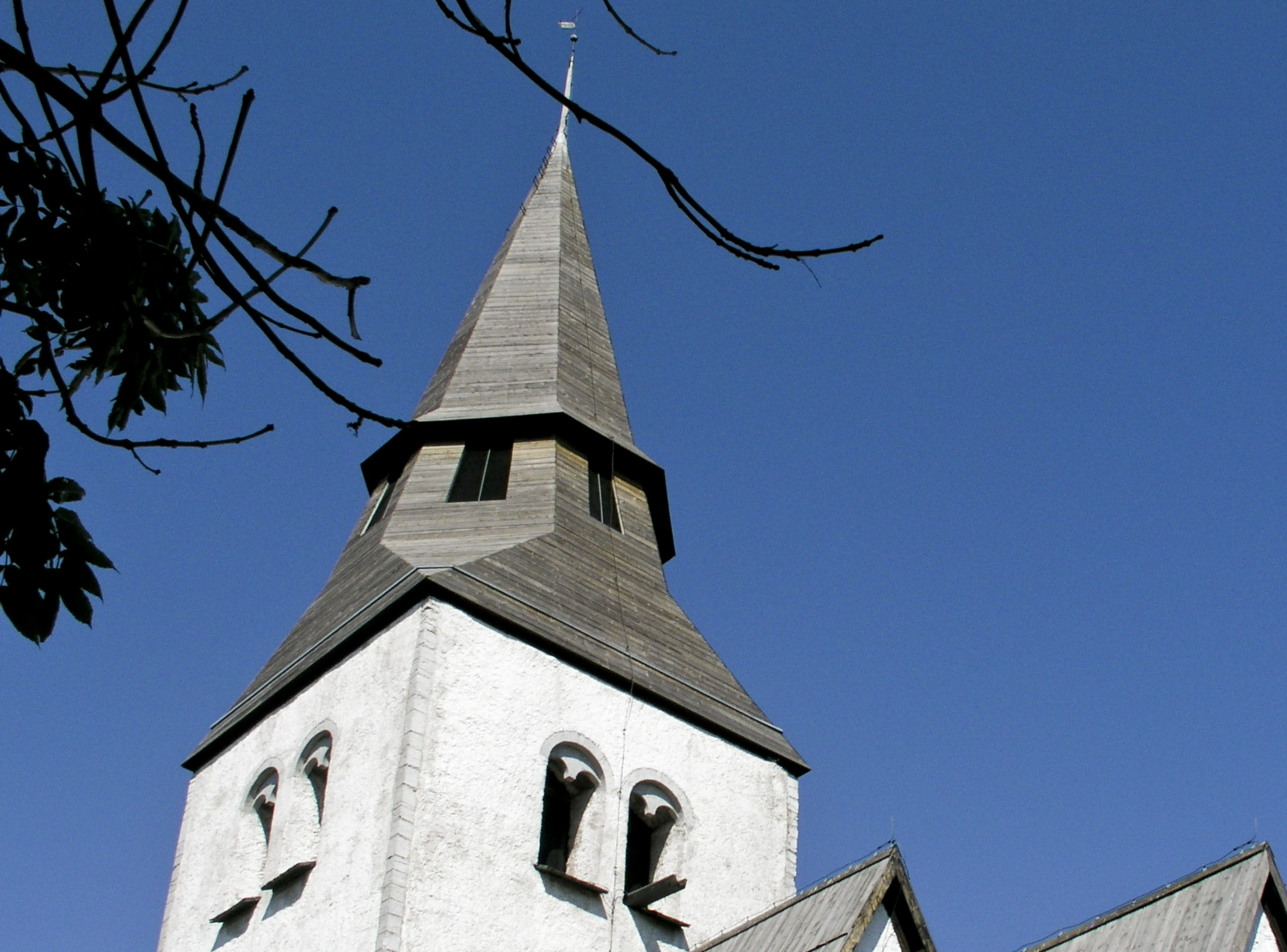
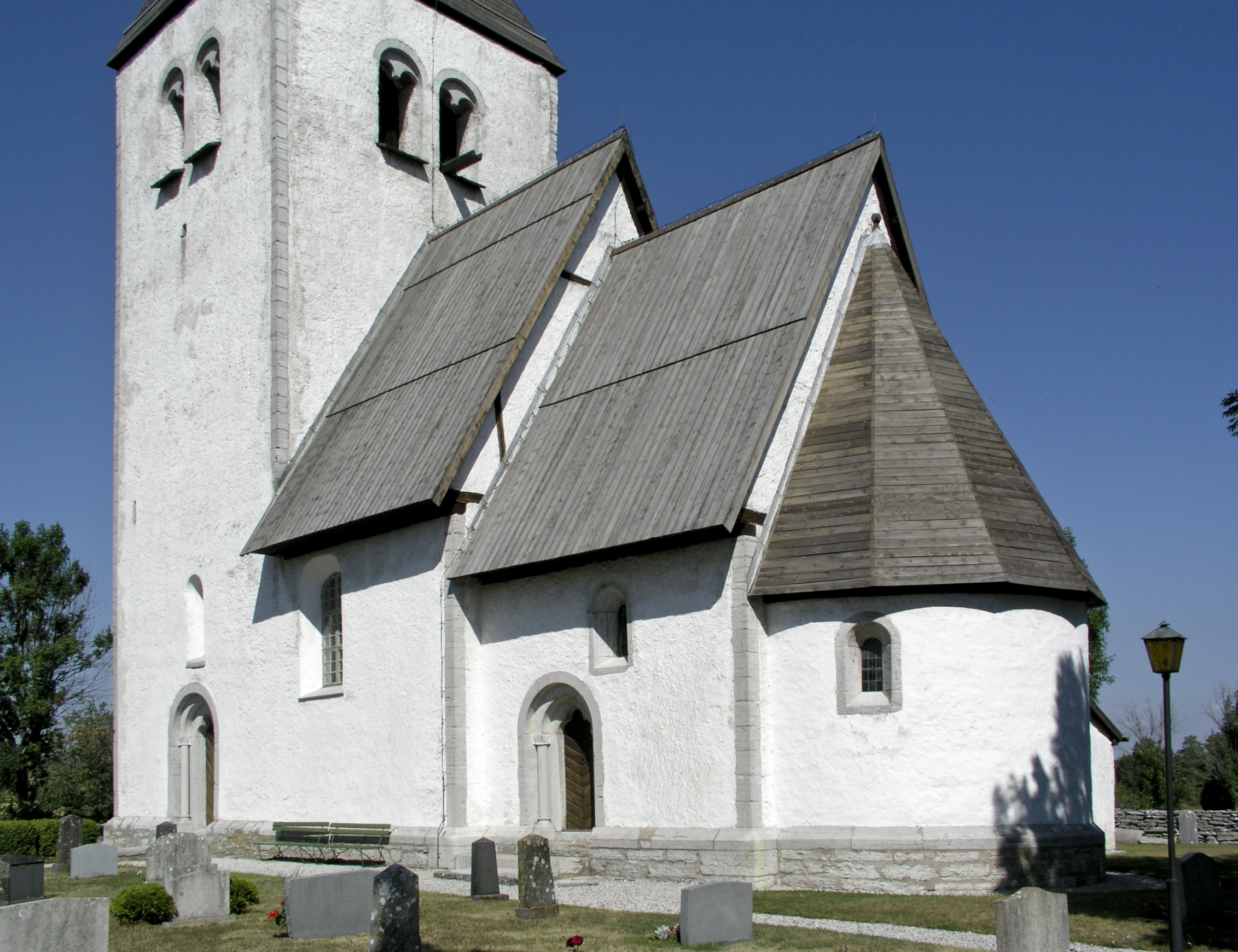
Kyrkskeppet med den halvrunda absiden
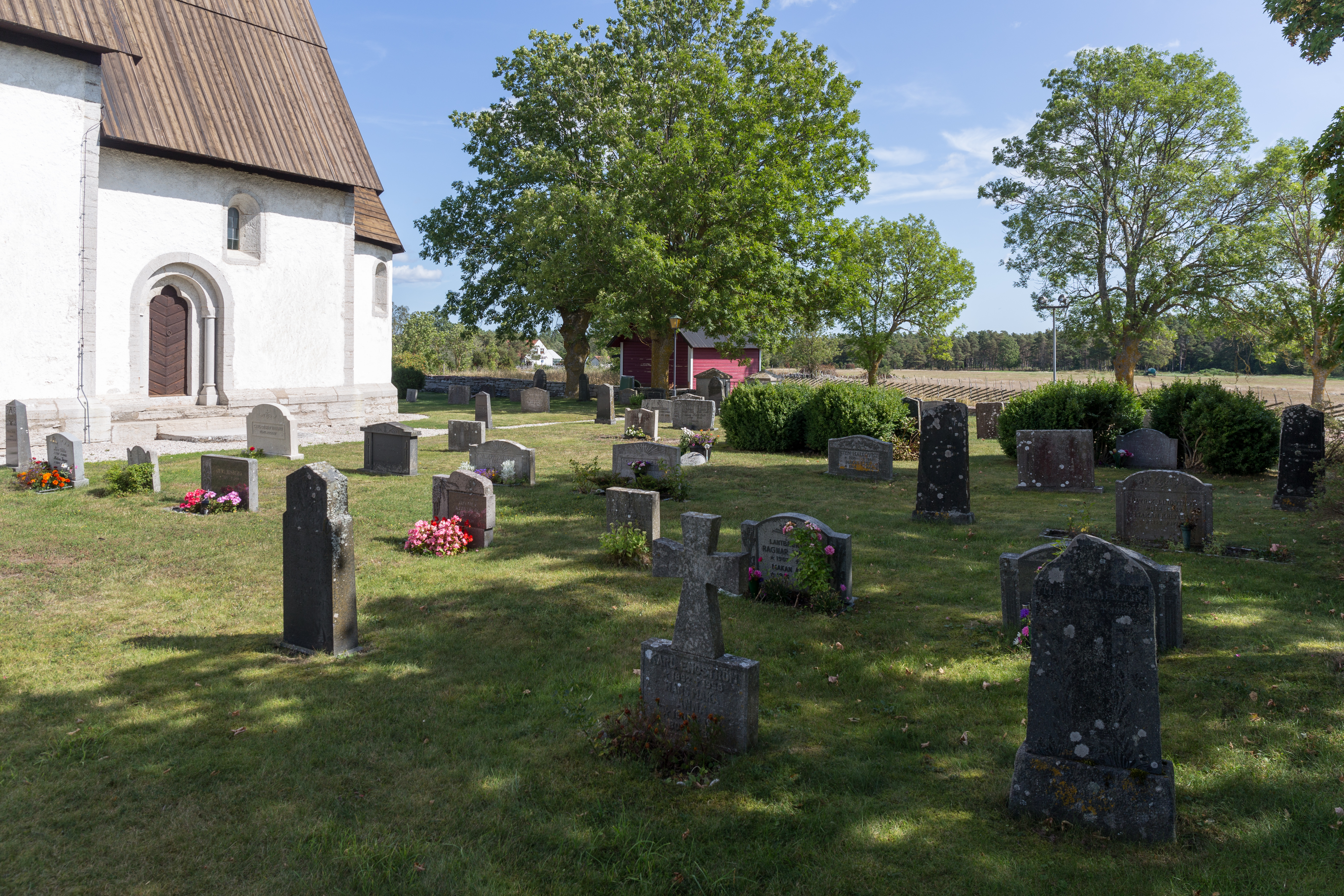